# 节奏天国
《节奏天国》为由任天堂企划开发本部开发，任天堂发行于2006年8月3日在Game Boy Advance平台的节奏游戏。街机移植版由世嘉于2007年9月20日发行。该游戏为任天堂最后一部在Game Boy Advance平台发布的游戏。
之后发布了多个续集版本，第二作任天堂DS版《节奏天国 黄金版》发布于2008年7月31日。第三作Wii版《大家的节奏天国》发布于2011年7月21日，第四作任天堂3DS版《节奏天国 The best+》发布于2015年6月11日，第五作任天堂Switch版《節奏天國 奇蹟之星》預計於2026年發布。

## 游戏系统
本游戏为节奏游戏，和瓦力欧制造比较相似，游戏一共分为8个章节，每章节有6个阶段（5个小游戏+1个该章节不同阶段的混编版），由不同主题的系列小游戏构成，玩家需要完成每个章节才能解锁下一章节的内容。第六章是前五章第5阶段的改编版，改编阶段难度比原阶段有所提升，完成第六章后会放出制作人员名单完成第一周目，开启基于前六个章节改编的第七、八章节。
所有小游戏的游戏进程均为游戏给出一组影音节奏信号，玩家按照节奏信号指示准确地做出响应动作并记录击中准确度，游戏更为强调音响信号，视觉信号会可能误导击中拍子的准确度，游戏进程在1~2分钟左右。最终完成一次游戏进程后由游戏根据拍子响应的准确率给出评价（由高至低为“高水准”、“但是平凡”、“平凡”、“再试一次”），只有“平凡”以上的评价才能解锁下一个阶段的内容，获得“高水准”的玩家会得到一枚奖牌，达到一定的奖牌数就可以解锁额外的游戏、道具和鼓乐课程。游戏会随机出现需要达成完美挑战的关卡，有3次尝试机会，如果3次挑战全部失败，完美挑战即结束，回到正常的关卡选择，需等待下次出现完美挑战提示才可再次进行挑战。成功达成完美挑战的话可以解锁其挑战成功成就并解锁额外内容。如果全部章节均以“高水准”评价通过的话，即可在鼓乐课程解锁全部课程。鼓乐模式允许使用GBA全部按键控制游戏中的架子鼓进行演奏。

## 開發
该游戏系列主要开发人员有大澤和義，米政美为声效设计，淳君为作曲和监督，竹内高为图像设计。最早淳君提出策划给任天堂，表示想提供一个不依靠视觉提示的节奏游戏的策划，大泽曾表示这类没有节奏谱的游戏可能会受到人们喜欢，但谨慎地认为这会是一个小众游戏，最终大泽决定出于便携性先在GBA平台下设计一个小屏幕版本，开发小组也在淳君的建议下先接受一次舞蹈课来掌握游戏所需要的节奏感。淳君也与坂本贺勇共同为此游戏提供了30多首游戏背景曲和游戏策划。世嘉为了开发街机移植版，也希望共同参与开发。大泽将这个想法向任天堂社长岩田聪汇报以征得同意，最终受限于平台性能，米政美对街机移植版做出了进一步的功能裁减和关卡设定调整。

## 评价
该游戏及其后续系列在现在都被赋予积极的评价，虽然在其第一部发售前并没有吸引到消费者们极大的关注。2006年获得第十届日本新媒体动漫艺术节娱乐事业部优秀奖。电子游戏设计师弗兰克·兰茨曾表示该游戏是他最喜欢的五部游戏之一。GameSpy的安德魯·阿方索稱讚其音樂，遊戲和游戏模式的多样性，但他認為游戏进程不够长。Kotaku的布莱恩·克里森特认为这是一个在Game Boy Advance中最有趣和最令人享受的游戏之一。1UP.com的鲍勃·麦基认为没发布美版是“2006年Game Boy Advance平台最大的不公”。连线杂志的克里斯·科勒认为该游戏系列应该发布相应的Virtual Console和WiiWare服务。
Eurogamer的工作人员将其选为2006年第36个最佳游戏，而读者投票为2006年第50佳，其中一名工作人员汤姆认为它是那一年在Game Boy Advance平台上最好的游戏，而他和另一名工作人员詹姆斯认为能与《押忍！戰鬥！應援團》看齐。而克里斯·希林则以这个游戏为例子认为如果Game Boy Advance有锁区的话，这个优秀的游戏将会被人忽略。
GamesRadar的工作人員则将游戏中的鼓乐训练模式，收录到他们的“20个任天堂神奇時刻”名单之中。该网站用户肖恩·帕特森则推荐喜欢瓦力欧制造系列的艺术美学和音乐的人也可以接受这个游戏。
电脑与电子游戏也给出一份评价，赞美它的音乐制作品質和如瓦力欧制造系列的幽默感，但缺乏值得重温的价值和游戏进程不够长。而该网站用户安迪·凱利则将游戏中盂兰盆节曲收录到他的“100个最好的游戏主题曲”清单中，认为这首游戏主题曲十分“瘋狂并琅琅上口”。